# Hells Angels (манга)
Hells Angels (яп. ヘルズエンジェルス хэрэдзу эндзэрусу) — фэнтезийная манга придуманная и иллюстрированная Синъити Хиромото. Позже манга была адаптирована студией Madhouse в анимационный фильм под названием Hells (яп. ヘルズ хэрэдзу), премьера которого состоялась 18 октября 2008 на двадцать первом международном кинофестивале в Токио.

## Сюжет
Линнэ Амаганэ недавно переехала в новый город, поэтому хочет найти в школе много друзей, но в первый же день она опаздывает. По дороге Линнэ попадает в аварию, пытаясь спасти кота. Через несколько секунд она продолжает бежать в школу, как ни в чём не бывало. Линнэ находит свой класс, но, когда открывает дверь, видит демонов, сидящих за партами. Линнэ не понимает, что она находится в аду, поэтому хочет как можно скорее вернуться домой. Директор школы, Хэлвис, объясняет Линнэ, что выбраться отсюда она сможет лишь тогда, когда окончит учёбу.

## Персонажи
- Линнэ Амаганэ (яп. 天鐘りんね Амаганэ Риннэ)

Сэйю: Мисато Фукуэн
- Рю Куто (яп. 九頭龍 Куто: Рю:)

Сэйю: Дайсукэ Кисио
- Марио (яп. マリオ Марио)

Сэйю: Хидэнобу Киути
- Хэлвис (яп. ヘルヴィス Хэрувису)

Сэйю: Фумихико Татики
- Стилер (яп. スティーラ Сути:ра)

Сэйю: Миюки Савасиро
- 69 / Бог (яп. 神サマ Ками-сама)

Сэйю: Сигэру Нагасима